# Vente-privee.com
vente-privee.com (vente privée, «venta privada» en francés) es una empresa francesa, fundada en 2001, que organiza ventas privadas en línea de productos de marca con descuentos. Las ventas abarcan todo tipo de productos y sectores: prêt-à-porter, accesorios de moda, juguetes, artículos deportivos, relojes, equipamiento para el hogar, alta tecnología, etc. Solo los socios registrados pueden acceder al sitio web. En 2019, vente-privee, cambia su nombre por Veepee con el objetivo de posicionarse como el líder en e-Commerce europeo.

## Historia
La empresa vente-privee.com, creada en 2001 por Jacques-Antoine Granjon, actual Presidente - Director General, y sus siete socios, tiene sus orígenes en el sector de la liquidación de excedentes. El año anterior, los fundadores habían tenido la idea de desarrollar un negocio de liquidación de excedentes adaptado a Internet. Este negocio tendría por objetivo liquidar los stocks de las marcas de una manera rápida, sin dañar su imagen.
En julio de 2007, el fondo estadounidense Summit Partners adquirió el 20% del capital de vente-privee.com.
A comienzos de 2013, la empresa anunció la adquisición de los derechos de explotación del Théâtre de Paris.
En el año 2013 vente-privee.com está presente en Francia, España, Alemania, Italia, Reino Unido, Austria, Bélgica, Países Bajos y EE. UU..

## Personal e infraestructuras
La empresa vente-privee.com cuenta con 1.800 empleados.
Tres edificios están ubicados en La Plaine Saint Denis (región parisina):
- La sede de vente-privee.com, el Wilson 1, desde 2001, y el Wilson 2, inaugurado recientemente como anexo a la sede. En estos dos edificios se encuentran los diferentes departamentos como recursos humanos, marketing o departamento de TI responsable del desarrollo de la página web…

- El Servicio de Atención al Socio (SAS) con 115 trabajadores[6] que responden a las solicitudes de los socios en los países donde opera la web.

- vente-privee consulting. El servicio de asesoría de ecommerce de vente-privee dirigido por Ilan Benhaim, socio cofundador de la empresa.[7]

La compañía posee 160.000 m² de almacenes repartidos en seis centros en Francia, uno en Madrid, otro en Germersheim (Alemania) y en Turín (Italia). En diciembre de 2010 vente-privee.com inauguró una nueva plataforma logística en Lyon con una capacidad de expedición de hasta 30.000 envíos al día.
Dispone igualmente de un mail center internacional interno y de un call center externo (en Barcelona, para el mercado español).

## Funcionamiento
vente-privee.com organiza ventas privadas limitadas en el tiempo (de 3 a 5 días de duración) de productos de marcas internacionales. Las ventas están reservadas para los socios inscritos en el sitio web.  
Cuarenta y ocho horas antes de una venta, todos los socios de vente-privee.com reciben un mensaje de correo electrónico de invitación con un tráiler, para anunciar la próxima inauguración de dicha venta. En general, cada venta comienza a las 7 de la mañana entre semana y a las 9 de la mañana los fines de semana.

## Premios
Vente Privée ha conseguido los siguientes premios:
- "Palma de la Innovación" por la Asociación Francesa de Atención al Cliente (AFRC) en 2010.[6]
- "Mejor servicio web" por la revista Contact Center en 2011, 2012 y 2013.[10]